# La Crucifixion du Parlement de Toulouse
Le Christ en croix entre la Vierge, saint Jean et les donateurs présumés : le roi Charles VII et le dauphin dit La Crucifixion du Parlement de Toulouse est un retable d’un artiste anonyme datant du milieu du XVe siècle conservé au musée des Augustins de Toulouse.
Ce calvaire met en scène la crucifixion de Jésus Christ entouré de la Vierge Marie et Saint Jean. En bas du retable, sur des prie-Dieu sont représentés les supposés donateurs : Charles VII de France et le dauphin, Louis XI de France. Ce type de représentation était fréquent au XVe siècle, il poussait le spectateur à méditer sur ses fautes.

## Historique de l'œuvre
Ce calvaire ornait la Grand'chambre du parlement du Languedoc,  qui occupait le Château narbonnais, à Toulouse, où se situe aujourd'hui le palais de justice. À ce jour, aucune commande n’a été retrouvée permettant d’identifier l'artiste. Le tableau est victime du vandalisme lors de la Révolution française : le roi et le dauphin, ainsi que leurs armoiries, sont grattés à la lance. En effet, les citoyens avaient pour ordre de détruire toute œuvre symbolisant le pouvoir de l'Ancien Régime, et le retable échappe de peu au bûcher patriotique du 10 août 1793 grâce à son transfert au dépôt du musée des Augustins. 
L’œuvre est ensuite oubliée pour être redécouverte en 1853 et attribuée à maître Jehan, à la suite d'un faux mandat, scandale qui la fait oublier de nouveau jusqu'en 1900 où elle est confiée au musée Saint-Raymond. En 1949, le retable réintègre le musée des Augustins pour participer à une exposition sur la Vierge dans l'art méridional. 
Le tableau fait l’objet de plusieurs restaurations, notamment en 1950-1951 et 1979-1980, à cause des mauvaises conditions de conservation. Les repeints appliqués par les restaurateurs conduisent à une dérestauration en 2002. En 2005, l'œuvre est traitée contre les insectes qui attaquent le bois et on la protège par un caisson.

## Description
Le retable suit une représentation classique de la crucifixion. Au centre, le Christ sur sa croix, très pâle, penche sa tête couverte d'une couronne d’épines vers son bras droit. Les trois doigts relevés de sa main droite font le signe de la bénédiction. Sa lèvre tombante entr’ouverte qui laisse apparaitre ses dents ainsi que ses joues relâchées indiquent la mort et la souffrance. À chaque extrémité de la croix sont peints des médaillons, l’aigle en haut de la croix représente saint Jean, l’ange en bas saint Mathieu, le bœuf ailé sur la gauche saint Luc et le lion à droite saint Marc.
Aux côtés du Christ sont représentés, en position de trois-quarts, Marie dans un drapé bleu nuit et saint Jean enveloppé d’un drapé rouge. Ils sont dans une attitude méditative, les mains jointes et les yeux rougis par le chagrin. Cependant, leur visage est auréolé contrairement à celui du Christ.
À l’arrière-plan, la ville de Jérusalem est représentée sur un fond à la feuille d’or, aujourd’hui quasiment disparu. Sous la ville, le Christ aidé par Simon de Cyrène et deux larrons nus accompagnés de magistrats et d’hommes armés sortent de la porte de la ville, tous se dirigeant vers le Golgotha, colline où fut crucifié le Christ.
Néanmoins, certains personnages du cortège ont des attitudes plus individualisées. En fond, un paysage sec composé de jaune et de vert. En effet, à droite de saint Jean deux hommes se tiennent par le bras, marchant dans une attitude gaie. À droite du Christ, deux personnages sont individualisés grâce à leurs chevaux : l’un monte un animal blanc, l’autre un noir, vêtu d’une cape rouge. Entre le Christ et saint Jean un chevalier arrive au galop sur une bête noire. Ces touches de noir et de rouge font échos aux couleurs de la ville et créent un arrière-plan en profondeur. 
Au premier plan sont agenouillés sur des prie-Dieu couverts de drapés de fleurs de lys les donateurs du tableau, le roi Charles VII de France et le dauphin, futur Louis XI de France. Le roi porte une couronne et un vêtement rouge, tandis que le Dauphin est en armure, l’épée au côté et tient un bonnet dans ses mains. Leur visage ainsi que leur écu, ont été grattés et sont presque illisibles.

## Contexte historique de la création
La présence des donateurs Charles VII et Louis XI s’explique notamment par le choix politique fait par le Languedoc au XVe siècle. La région, dévastée par la guerre de Cent Ans, divisée par l’implantation anglaise et bourguignonne, ainsi que par un conflit entre Bourguignons et Armagnacs, prend position en faveur du roi en 1418 lorsqu’il doit se réfugier à Bourges à la suite de la prise de Paris par les Bourguignons. En 1422, la région prend encore le parti royal en soutenant Charles VII lorsqu’il se proclame roi de France à la mort de son père malgré le traité de Troyes qui donnait la succession à Henri V d'Angleterre. Charles VII, reconnaissant, ordonne la création d’un Parlement à Toulouse, où était exposé le retable. Le Parlement fut déplacé plusieurs fois avant d’être définitivement rétabli à Toulouse par Louis XI en 1471.
D’autre part, Toulouse avec sa situation sur la Via ‘’Domitia’’, voie qui reliait le Nord de la France avec la partie méridionale et sa position sur le chemin de Saint-Jacques-de-Compostelle (dont basilique Saint-Sernin était une étape essentielle), connait un brassage de population et donc d’influences artistiques qui se retrouvent dans le retable. Le commerce, qui se développe grâce à la présence de la Garonne dans la ville ainsi qu’à l’essor de l’industrie textile et du pastel participe également de ce mélange culturel, attirant une importante communauté catalane.  

### Choix du sujet
Si l’origine de la commande et l’artiste nous sont encore inconnus à ce jour, les raisons du choix du sujet nous semblent tout à fait évidentes. Il était commun au Moyen Âge d’utiliser des Calvaires dans les Parlements afin de pousser les gens à méditer sur leurs fautes, le Parlement ayant aussi une fonction de cours judiciaire. Les expressions de Marie et de saint Jean sont d’ailleurs une invitation à la réflexion sur la mort du Christ et son sacrifice pour racheter les péchés des hommes. 

### Réalisation de l’œuvre
Une préparation de couleur blanche au carbonate de calcium est la base du retable sur laquelle le peintre fit l’esquisse à l’aide d’une substance fluide qui marque les contours et les modelés par des hachures. 
Des radiographies révèlent certains repentirs, notamment sur le visage du Dauphin ou la hanche et la tête du Christ. On peut également noter la présence d’incisions pour délimiter le fond d’or et certains contours comme les drapés des saints, les blasons ou encore la masse architecturale.
Sur la préparation le peintre a utilisé la technique de la tempera et applique la couleur de deux manières : soit par de grands brossés (carnations du Christ) ou bien des petites touches rapprochées (visage de la vierge). 
Le peintre a également utilisé un système de sous-couche pour mettre en valeur certains éléments, par exemple les carnations du Christ sont faites d’une sous-couche rose riche en blanc de plomb. Des touches blanches, notamment sur les cavaliers sont destinées à créer des effets de lumière et donnent une impression de volume ainsi que la technique du glacis (peinture) de couleur brune.

### Composition
Les éléments principaux du Retable (le Christ sur sa croix, la Vierge, saint Jean) semblent avoir été placés en premier dans la composition du peintre et constituent le centre du tableau. Le Christ est l’élément prééminent : au centre du retable, ses bras semblent encadrer la scène car ils occupent la majorité du haut du tableau. 
À l’arrière-plan la ville de Jérusalem et le cortège en direction du Golgotha donne une impression de profondeur malgré le manque de respect des proportions, notamment la disproportion des chevaliers par rapport aux arbres. 
Au premier plan, l'échelle n'est pas respectée non plus : pour montrer la jeunesse du Dauphin le peintre l’a représenté à une échelle plus petite, et les saints du second plan semblent disproportionnés par rapport à la taille des donateurs. De plus l'absence d'ombre donne l'impression que les personnages sont plaqués sur la peinture. 

### Esthétique
La technique comme la composition de l’œuvre sont à l’image de Toulouse : au croisement des courants artistiques. En effet, l’utilisation de la tempera et d’un tableau en bois de noyer montre l’influence de la culture méridionale sur l’artiste, en revanche, la préparation à base de carbonate de calcium témoigne de sa connaissance des méthodes flamandes et castillanes. La technique du fond d’or ainsi que le traitement sommaire des paysages est une marque d’influence de l’école d’Avignon. 
L’influence de l’école d’Avignon et plus particulièrement d’Enguerrand Quarton se retrouve dans la figure du Christ. En effet, tout comme dans le ‘’Missel de Jean des Martins’’, le Christ est une figure amaigrie, aux bras tendus et les doigts relevés en signe de bénédiction. 
Il semble que l’artiste se soit également inspiré de La Crucifixion du Parlement de Paris conservé aujourd’hui au Louvre et peint en 1432 par maître de Dreux-Budé, peintre d’origine flamande. On peut effectivement noter plusieurs éléments similaires : l’absence d’auréole autour du Christ, le pittoresque et les figures de l’arrière-plan, notamment les deux hommes se tenant bras-dessus bras-dessous. 
Enfin, l’inspiration espagnole et plus particulièrement castillane est vue aux travers des rides d’expression des saints autour de leur bouche ainsi que leurs yeux rougis que l’on retrouve dans la Pietà de Gérone peinte par Bartolomé Bermejo.

## Restauration
Le retable a subi de nombreuses interventions à commencer par le vandalisme lors de la Révolution française où des hommes ont gratté avec une lance le roi, le dauphin, leur prie-Dieu et leur écu. Ensuite, une probable intervention en 1853 détruisit tout le fond d’or du ciel. 
En 1949, le restaurateur du musée du Louvre M. Goulinat choisit de ne pas réintégrer les parties manquantes, mais il ne respecte qu’en partie sa proposition, car seuls le manteau du roi et le ciel qui restent finalement intouchés. Le reste est plus ou moins reconstitué selon l’imagination du restaurateur : le prie-Dieu du Dauphin, par exemple, est repeint d’une couleur sombre uniforme alors qu’originellement il était orné des motifs de ses armoiries.  
Trente ans plus tard, en 1979, M. Hulot restaure les altérations du support en comblant les joints et les fentes, change les traverses encastrées qui n’étaient pas d’origine contre des traverses coulissantes et enfin désinsectise le bois.  
Finalement en 2001 une autre restauration s’impose par le centre de recherche et de restauration des musées de France, semi-archéologique cette fois car une dérestauration totale aurait pu rendre l’œuvre illisible. On purifie la couche picturale recouverte d’un film gris qui atténuait la luminosité, on  enlève des repeints pour respecter la forme des lacunes dues au vandalisme. 
On nettoie également les mastics posés lors des différentes opérations de restauration. Certains éléments de l’œuvre réapparaissent alors comme les fleurs de lys et les dauphins des prie-Dieu, mais également des lacunes profondes où le bois apparait. À ces endroits, le bois est éclairci à l’eau oxygénée afin de l’harmoniser avec la couche picturale. D’autres détails nécessitent d’être partiellement reconstitués avec les restes de la peinture originale comme l’œil de la vierge. Enfin les mastics sont rétablis tout en restituant les craquelures.